# São Carlos do Fundão
São Carlos do Fundão é uma aldeia de São Tomé e Príncipe, localizada no centro Oeste da Ilha do Príncipe. Encontra-se nas proximidades do Pico Papagaio.